# Miranda (satelit)
Miranda, denumită și Uranus V, este cel mai mic și cel mai interior dintre cei cinci sateliți rotunzi ai lui Uranus. A fost descoperit de Gerard Kuiper pe 16 februarie 1948 la Observatorul McDonald din Texas și a fost numit după Miranda din piesa Furtuna a lui William Shakespeare. Ca și ceilalți sateliți mari ai lui Uranus, Miranda orbitează aproape de planul ecuatorial al planetei sale. Deoarece Uranus orbitează Soarele pe o parte, orbita lui Miranda este perpendiculară pe ecliptică și împărtășește ciclul sezonier extrem al lui Uranus.
La doar 470 km în diametru, Miranda este unul dintre cele mai mici obiecte observate îndeaproape din Sistemul Solar care ar putea fi în echilibru hidrostatic (sferic sub propria gravitație). Singurele imagini de prim-plan ale Mirandei sunt de la sonda Voyager 2, care a făcut observații ale lui Miranda în timpul zborului lui Uranus în ianuarie 1986. În timpul zborului, emisfera sudică a Mirandei era îndreptată spre Soare, așa că doar acea parte a fost studiată.
Miranda s-a format probabil dintr-un disc de acreție care a înconjurat planeta la scurt timp după formarea sa și, ca și alți sateliți mari, este probabil diferențiată, cu un nucleu interior de rocă înconjurat de o manta de gheață. Miranda are una dintre cele mai extreme și variate topografii ale oricărui obiect din Sistemul Solar, inclusiv Verona Rupes, un scarp înalt de 20 de kilometri care este cea mai înaltă stâncă din Sistemul Solar,   și caracteristici tectonice în formă de V numite coronae. Originea și evoluția acestei geologii, cea mai variată dintre orice satelit uranian, nu sunt încă pe deplin înțelese și există multiple ipoteze cu privire la evoluția Mirandei.

## Descoperire și nume
Miranda a fost descoperită pe 16 februarie 1948 de către astronomul planetar Gerard Kuiper folosind Telescopul Otto Struve de 208 cm al observatorului McDonald. Mișcarea sa în jurul lui Uranus a fost confirmată pe 1 martie 1948. A fost primul satelit al lui Uranus descoperit în aproape 100 de ani. Kuiper a ales să numească obiectul „Miranda” după personajul din Furtuna de Shakespeare, deoarece cei patru sateliți ai lui Uranus descoperiți anterior: Ariel, Umbriel, Titania și Oberon, au fost numiți toți după personajele lui Shakespeare sau Alexander Pope. Cu toate acestea, sateliții anteriori au fost numiți în mod special după zâne, în timp ce Miranda era un om. Ulterior, sateliții descoperiți ai lui Uranus au fost numiți după personaje din Shakespeare și Pope, fie că sunt zâne sau nu. Satelitul este denumit și Uranus V.

## Orbită
Dintre cei cinci sateliți rotunzi ai lui Uranus, Miranda orbitează cel mai aproape de acesta, la aproximativ 129.000 km de la suprafață; cam un sfert din nou până la cel mai îndepărtat inel al său. Perioada sa orbitală este de 34 de ore și, la fel ca cea a Lunii, este sincronă cu perioada de rotație, ceea ce înseamnă că își arată întotdeauna aceeași față lui Uranus, o condiție cunoscută sub numele de rotație sincronă. Înclinația orbitală a Mirandei (4,34°) este neobișnuit de mare pentru un corp atât de aproape de planeta sa – de aproximativ zece ori mai mare decât a celorlalți sateliți uranieni majori și de 73 de ori mai mare decât a lui Oberon.  Motivul pentru aceasta este încă incert; nu există rezonanțe de mișcare medie între sateliți care ar putea explica acest lucru, conducând la ipoteza că sateliții trec ocazional prin rezonanțe secundare, ceea ce la un moment dat în trecut a dus la blocarea lui Miranda pentru un timp într-o rezonanță de 3:1 cu Umbriel, înainte ca comportamentul haotic indus de rezonanțe secundare să-l scoată din nou din ea. În sistemul uranian, datorită gradului mai mic de aplatizare a planetei și a dimensiunii relative mai mari a sateliților săi, scăparea dintr-o rezonanță de mișcare medie este mult mai ușoară decât pentru sateliții lui Jupiter sau Saturn. 

## Compoziție și structură internă

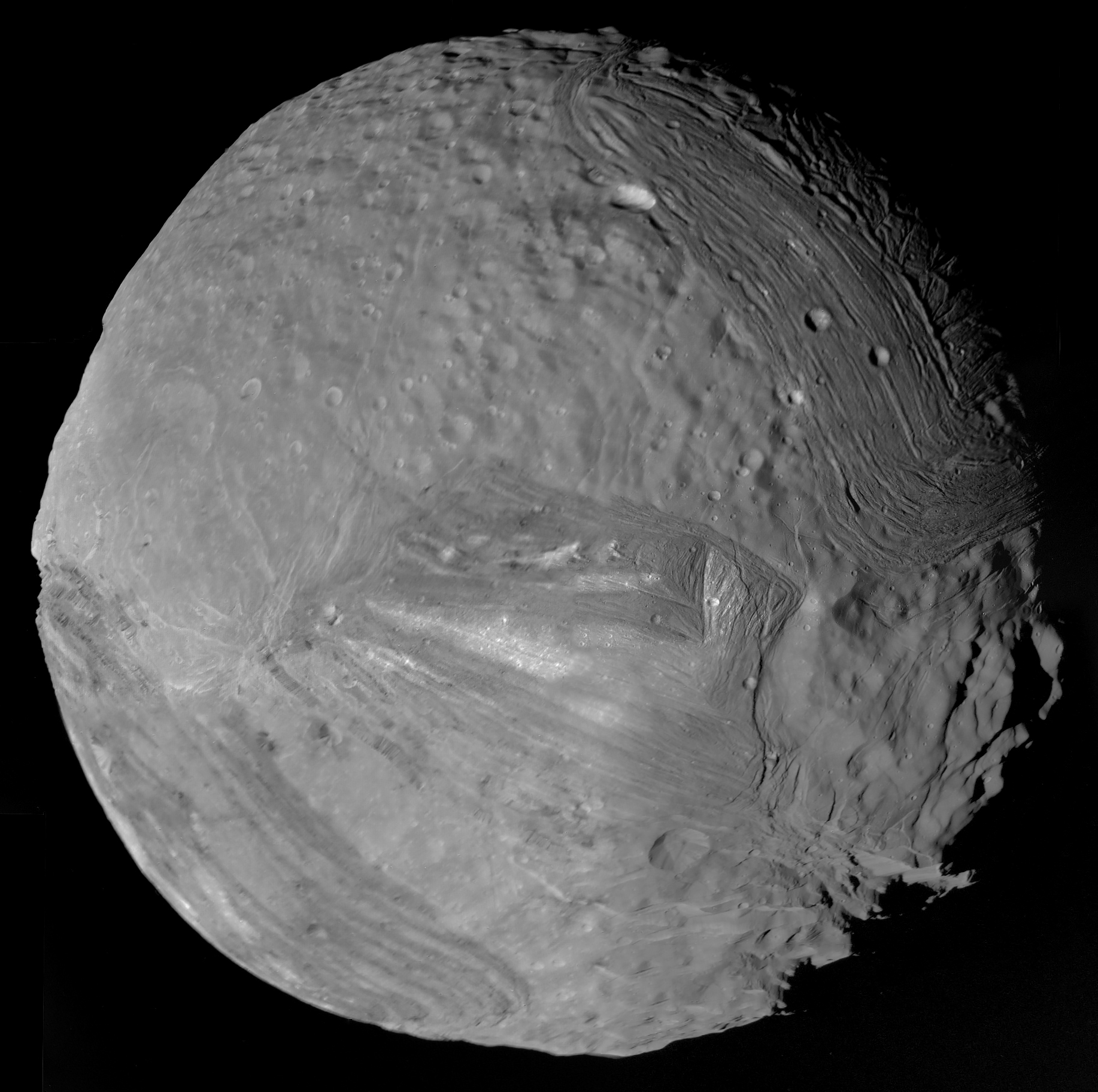
Imagine Voyager 2 a terenului spart al Mirandei. Verona Rupes, considerată a fi cea mai înaltă prăpastie din Sistemul Solar, este situată în partea dreaptă jos a Mirandei.

La 1.2 g/cm 3, Miranda este cel mai puțin dens dintre sateliții rotunzi ai lui Uranus. Această densitate sugerează o compoziție de peste 60% gheață. Suprafața Mirandei poate fi în mare parte gheață, deși este mult mai stâncoasă decât sateliții săi corespunzători din sistemul Saturn, ceea ce indică faptul că căldura din dezintegrarea radioactivă ar fi putut duce la diferențierea internă, permițând rocilor silicate și compușilor organici să se stabilească în interiorul său.   Miranda este prea mică pentru ca orice căldură internă să fi fost reținută peste vârsta Sistemului Solar.  Miranda este cel mai puțin sferic dintre sateliții lui Uranus, cu un diametru ecuatorial cu 3% mai lat decât diametrul său polar. Doar apă a fost detectată până acum pe suprafața Mirandei, deși s-a speculat că metanul, amoniacul, monoxidul de carbon sau azotul pot exista și la concentrații de 3%.   Aceste proprietăți sunt similare cu satelitul lui Saturn Mimas, deși Mimas este mai mic, mai puțin dens și mai aplatizat. 
Nu este stabilit cu certitudine modul în care un corp la fel de mic precum Miranda ar putea avea suficientă energie internă pentru a produce nenumăratele caracteristici geologice văzute pe suprafața sa , deși ipoteza favorizată în prezent este că a fost condusă de încălzirea mareică într-un timp trecut când a fost într-o rezonanță orbitală de 3:1 cu Umbriel. Rezonanța ar fi crescut excentricitatea orbitală a Mirandei la 0,1 și ar fi generat frecare mareică din cauza forțelor mareice variabile de la Uranus.  Pe măsură ce Miranda se apropia de Uranus, forța mareică a crescut; pe măsură ce s-a retras, forța mareică a scăzut, provocând flexii care ar fi încălzit interiorul Mirandei cu 20 K, suficient pentru a declanșa topirea.  Perioada de flexiune a mareelor ar fi putut dura până la 100 de milioane de ani.  De asemenea, dacă clatratul a existat în Miranda, așa cum a fost ipotezat pentru sateliții lui Uranus, este posibil să fi acționat ca un izolator, deoarece are o conductivitate mai mică decât apa, crescând și mai mult temperatura Mirandei.  Este posibil ca Miranda să fi fost odată într-o rezonanță orbitală de 5:3 cu Ariel, ceea ce ar fi contribuit și la încălzirea sa internă. Cu toate acestea, încălzirea maximă atribuită rezonanței cu Umbriel a fost probabil de aproximativ trei ori mai mare. 

## Forme de relief

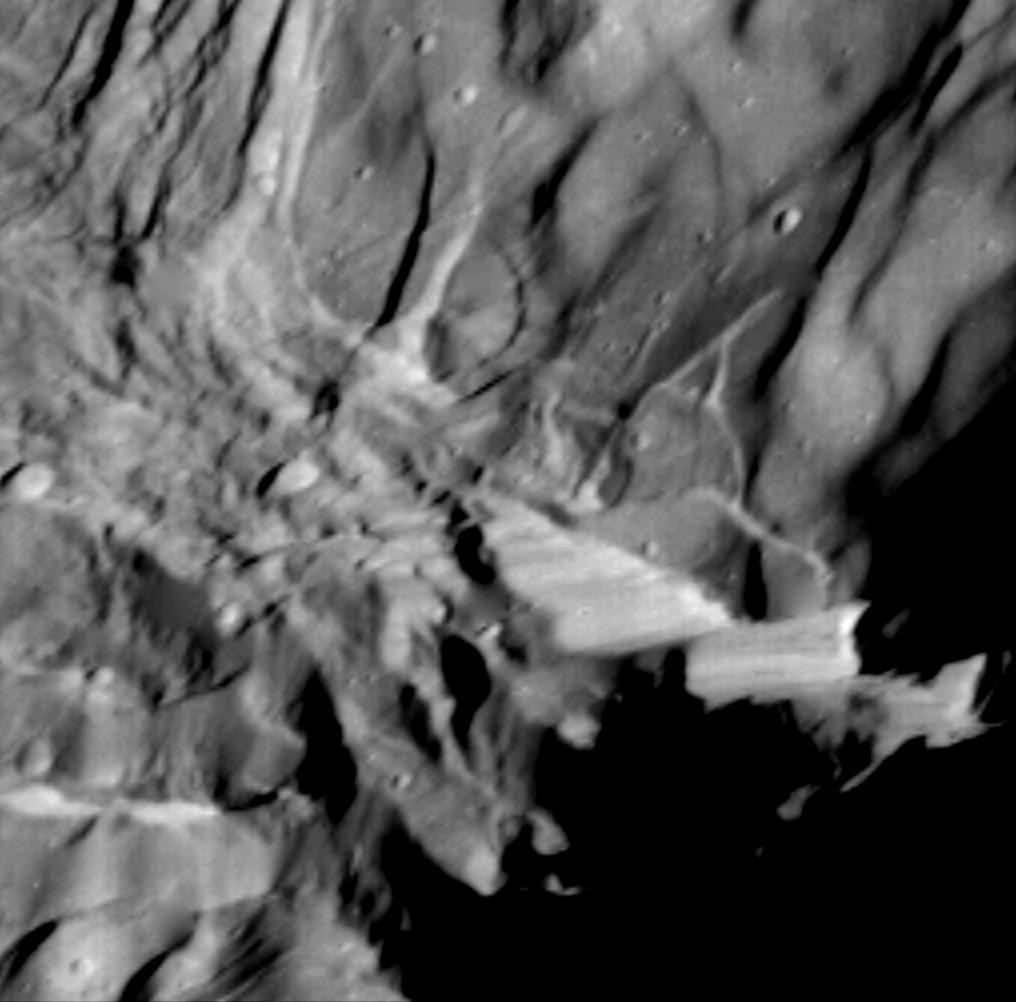
Prim-plan cu Verona Rupes, o falie mare pe Miranda, posibil de 20 km înălțime, făcut de Voyager 2 în ianuarie 1986

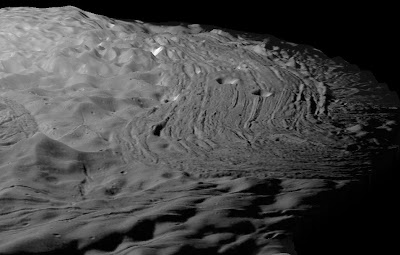
Prim-plan al inelului de falii concentrice din jurul lui Elsinore Corona

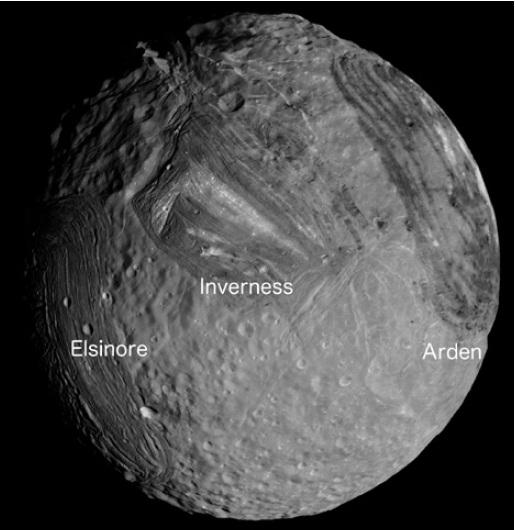
Cele trei coronae de pe Miranda fotografiate de Voyager 2

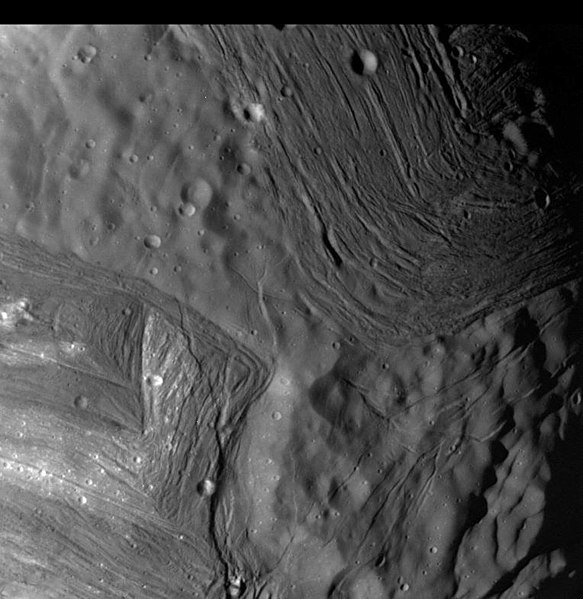
Faliile din jurul Elsinore Corona (dreapta sus) și chevronurile din Inverness Corona (stânga jos)

Datorită orientării aproape laterale a lui Uranus, doar emisfera sudică a lui Miranda era vizibilă pentru Voyager 2 când a sosit. Suprafața observată are regiuni mozabile de teren spart, indicând o activitate geologică intensă în trecutul Mirandei și este străbătută de canioane uriașe, despre care se crede că este rezultatul tectonicii extensionale; pe măsură ce apa lichidă a înghețat sub suprafață, s-a extins, făcând ca gheața de suprafață să se despartă, creând grabene. Canioanele au sute de kilometri lungime și zeci de kilometri lățime.  Miranda are, de asemenea, cea mai mare faleză cunoscută din Sistemul Solar, Verona Rupes, care are o înălțime de 20 km (12 mi). O parte din terenul Mirandei este probabil mai tânăr de 100 de milioane de ani, pe baza numărului de cratere, în timp ce regiuni considerabile posedă numărătoare de cratere care indică un teren antic. 
În timp ce numărul craterelor sugerează că cea mai mare parte a suprafeței Mirandei este veche, cu o istorie geologică similară cu a celorlalți sateliți uranieni,   puține dintre aceste cratere sunt deosebit de mari, ceea ce indică faptul că majoritatea trebuie să se fi format după un eveniment major de refacere la suprafață în trecutul ei îndepărtat.  Craterele de pe Miranda par, de asemenea, să aibă margini înmuiate, care ar putea fi rezultatul fie al resturilor, fie al criovulcanismului.  Temperatura la polul sudic al Mirandei este de aproximativ 85 K, o temperatură la care gheața de apă pură adoptă proprietățile rocii. De asemenea, materialul criovulcanic responsabil pentru suprafață este prea vâscos pentru a fi apă lichidă pură, dar prea fluid pentru a fi apă solidă.   Mai degrabă, se crede că a fost un amestec vâscos, asemănător lavei, de apă și amoniac, care îngheață la 176 K (−97 °C), sau poate etanol. 
Emisfera observată a lui Miranda conține trei structuri uriașe, asemănătoare unor „piste de curse”, numite coronae, fiecare de cel puțin 200 km (120 mi) lățime și până la 20 km (12 mi) adâncime, numit Arden, Elsinore și Inverness după locații din piesele lui Shakespeare. Inverness este mai mică în altitudine decât terenul înconjurător (deși cupolele și crestele au o altitudine comparabilă), în timp ce Elsinore este mai mare,  relativa rarefiere a craterelor pe suprafețele lor înseamnă că acestea se suprapun peste terenului craterizat anterior.  Coronaele, care sunt unice pentru Miranda, au sfidat inițial explicația ușoară; o ipoteză timpurie a fost că Miranda, la un moment dat în trecutul său îndepărtat, (înainte de craterizarea actuală)  a fost complet destrămată în bucăți, poate de un impact masiv, și apoi reasamblată într-un amestec aleatoriu. Materialul din nucleu mai greu a căzut prin scoarță, iar coronaele s-au format pe măsură ce apa a reînghețat. 
Cu toate acestea, ipoteza favorizată actuală este că acestea s-au format prin procese extensiale la vârfurile diapirelor sau ridicări de gheață caldă din interiorul lui Miranda însăși. Coronaele sunt înconjurate de inele de falii concentrice cu un număr similar de cratere scăzut, ceea ce sugerează că au jucat un rol în formarea lor.  Dacă coronaele s-ar forma prin coborârea de la o perturbare catastrofală, atunci faliile concentrice s-ar prezenta ca comprimate. Dacă s-au format prin ridicare, cum ar fi prin diapirism, atunci ar fi blocuri de înclinare extensivă și ar prezenta caracteristici de extensie, așa cum sugerează dovezile actuale. Inelele concentrice s-ar fi format pe măsură ce gheața s-a îndepărtat de sursa de căldură.  Este posibil ca diapirele să fi modificat distribuția densității în Miranda, ceea ce ar fi putut-o determina pe Miranda să se reorienteze, similar cu un proces despre care se crede că a avut loc la satelitul geologic activ al lui Saturn, Enceladus. Dovezile sugerează că reorientarea extremă ar fi fost de 60 de grade față de punctul sub-uranic.  Pozițiile tuturor coronaelor necesită un model de încălzire mareică în concordanță cu Miranda fiind solidă și lipsită de un ocean lichid intern.  Prin modelarea computerizată se crede că Miranda poate avea o coronă suplimentară în emisfera nefotografiată. 

## Observare și explorare

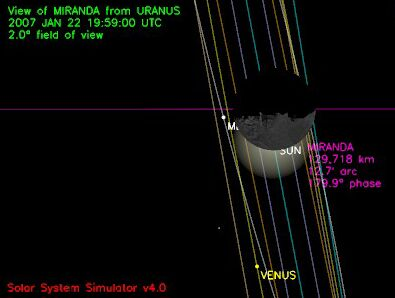
Apropiindu-se de echinocțiul din 7 decembrie 2007, Miranda a produs scurte eclipse de soare peste centrul lui Uranus.

Magnitudinea aparentă a Mirandei este de +16,6, ceea ce o face invizibilă pentru multe telescoape amatoare. Practic, toate informațiile cunoscute cu privire la geologia și geografia sa au fost obținute în timpul zborului lui Uranus realizat de Voyager 2 pe 25 ianuarie 1986,  Cea mai mare apropiere a Voyager 2 de Miranda a fost de 29.000 km (18.000 mi). — semnificativ mai puțin decât distanța față de toți ceilalți sateliți uranieni.  Dintre toți sateliții uranieni, Miranda avea cea mai vizibilă suprafață.  Echipa de descoperire s-a așteptat ca Miranda să semene cu Mimas și s-a trezit în dificultate să explice geografia unică a satelitului în fereastra de 24 de ore înainte de a lansa imaginile presei.  În 2017, ca parte a studiului său decenial al științei planetare, NASA a evaluat posibilitatea ca un orbiter să se întoarcă pe Uranus cândva în anii 2020.  Uranus a fost destinația preferată față de Neptun datorită alinierii planetare favorabile, ceea ce înseamnă timpi de zbor mai scurti. 